# 早坂尚人
早坂 尚人（はやさか なおと、1995年12月4日 - ）は、日本の体操競技選手。

## 人物
埼玉県出身。体操経験者だった母の影響で9歳のときに体操を始めた。
順天堂大学進学後、2015年夏季ユニバーシアードに出場し、ゆかと団体総合で優勝、あん馬で2位、個人総合で4位となった。
2015年の体操世界選手権では、長谷川智将の負傷欠場により補欠からの繰上げ出場し団体での金メダル獲得に貢献した。

## 主な大会成績
- 2013年全日本体操競技選手権大会 - 床2位
- 2014年全日本体操競技選手権大会 - 床6位
- 2015年全日本体操競技選手権大会 - 個人総合4位、床3位
- 2015年夏季ユニバーシアード - 床優勝、団体総合優勝、あん馬2位、個人総合4位
- 2015年NHK杯体操選手権 - 個人総合4位
- 2015年世界体操競技選手権 - 団体総合優勝
- 2016年全日本体操競技選手権大会 - 床2位
- 2017年全日本体操競技選手権大会 - 床5位